# Caos de Targasona
El Caos de Targasona o Tartera de Targasona és un paratge del terme comunal d'Angostrina i Vilanova de les Escaldes, a la comarca de l'Alta Cerdanya, a la Catalunya del Nord. Duu el nom del poble de Targasona, malgrat no ser en el terme d'aquest poble, per la seva proximitat. Això ha fet que en la major part d'estudis i publicacions se'l situï en el terme de Targasona.
Està situat a l'extrem nord-est del terme d'Angostrina i Vilanova de les Escaldes, a prop i a ponent del de Targasona, a tocar del termenal entre les dues comunes. És al costat nord de la carretera D - 618.

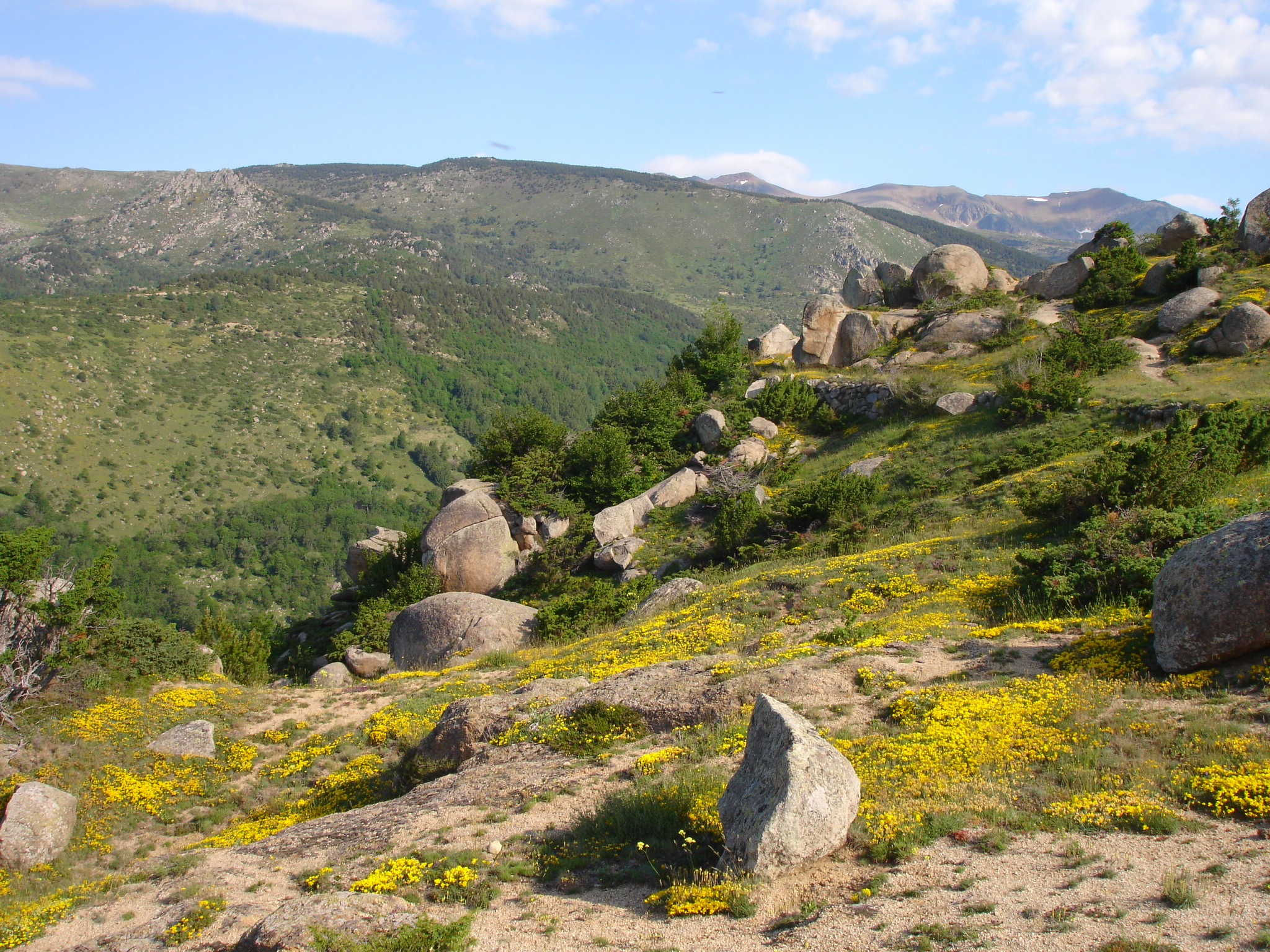
Vista parcial del caos

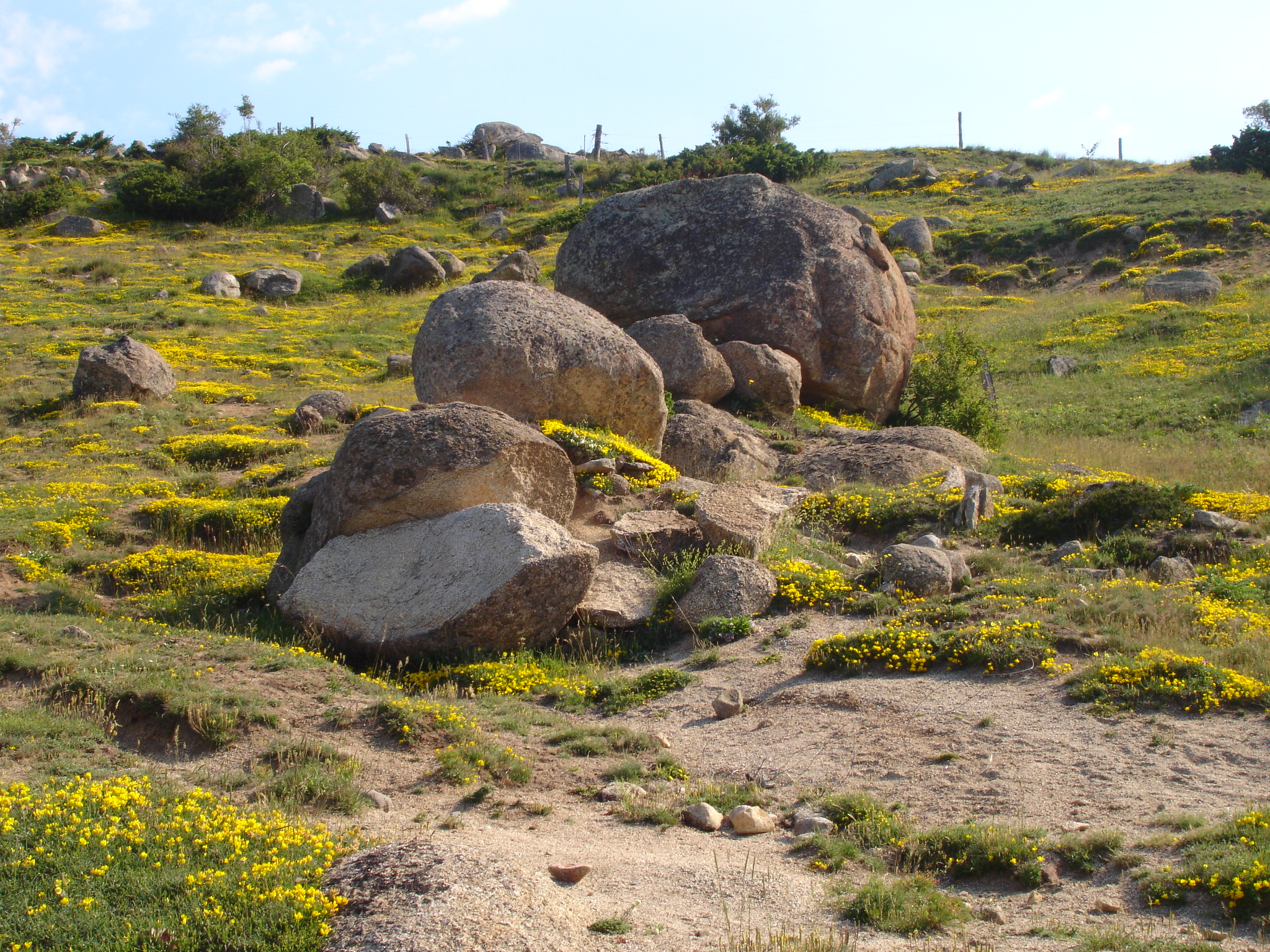
Un dels blocs del caos

Es tracta d'un dels atractius turístics tant d'Angostrina com de Targasona. És un conjunt de blocs granítics arrodonits, amuntegats tot formant petits turons escampats en el vessant sud del Pic dels Moros, de 2.137 metres d'altitud, pertanyent a la Serra de Vilalta. Del fet que sigui un amuntegament de grans pedres prové el curiós nom de caos, mot que prové del francès chaos, i que significa esllavissada. ara que, com veurem, aquest no és exactament el seu origen
Geològicament, el Caos de Targasona està situat a la Zona Axial Pirinenca, en el batòlit granític d'Andorra - Montlluís. És el segon més gran en extensió dels Pirineus. És una intrusió tardiherciniana, de composició granodiorítica, molt fracturada i limitada al sud per la semifossa de la Cerdanya.
Per la seva peculiaritat, el Caos de Targasona és l'objectiu de diverses excursions per l'Alta Cerdanya, així com de la pràctica de l'escalada en bloc.